# Russian scare

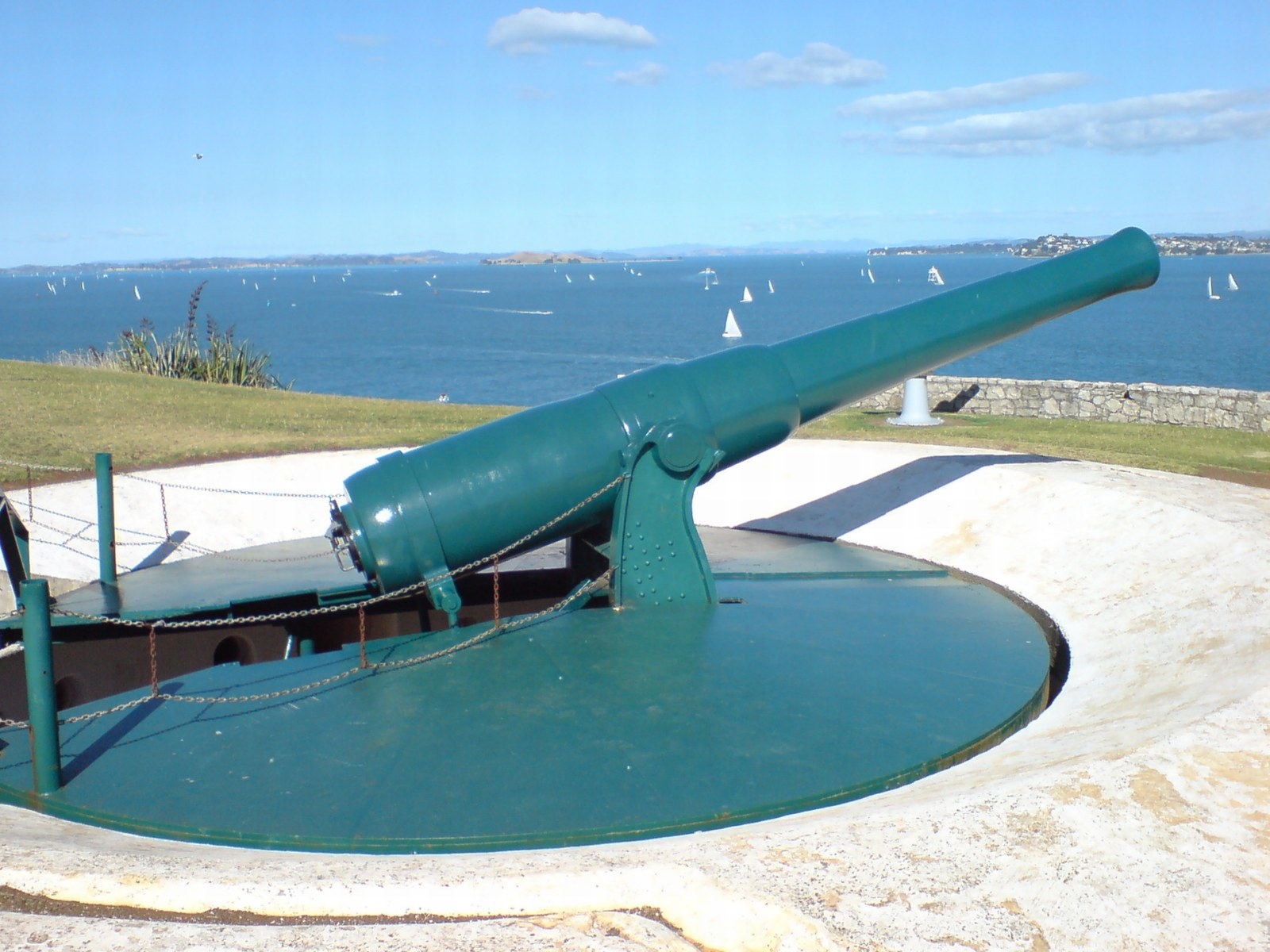
8"-Armstrong-Kanone auf North Head bei Auckland

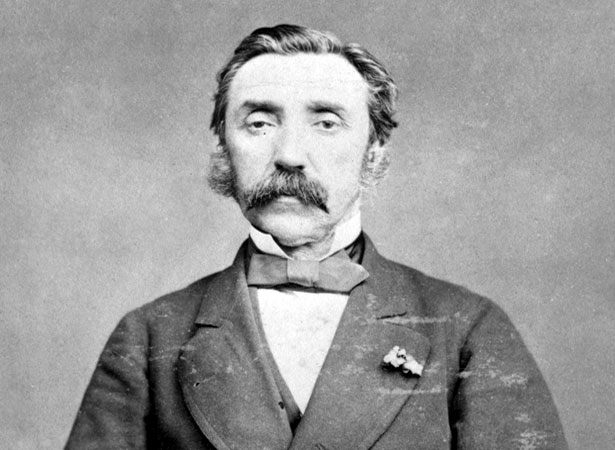
David Mitchell Luckie, Herausgeber des Daily Southern Cross (Alexander Turnbull Library, PA2-2596)

Als Russian scare wurde in Neuseeland die Furcht vor einer russischen Invasion Neuseelands in den 1870er und 1880er Jahren bezeichnet. Sie führte Ende der 1870er Jahr zum Bau zahlreicher Küstenverteidigungsbauwerke, die bis zu ihrer technischen Veraltung keinen Einsatz gegen Gegner fanden.
Die kriegerischen Auseinandersetzungen zwischen Großbritannien und Russland im 19. Jahrhundert, darunter der Krimkrieg und Fahrten russischer Kriegsschiffe im Südpazifik führten dazu, dass Russland in Neuseeland als potenzieller Kriegsgegner gesehen wurde, der jederzeit eine Invasion starten könne.
Diese Ansichten wurden am 18. Februar 1873 anscheinend bestätigt, als in Auckland die Zeitung The Daily Southern Cross berichtete, dass der russische Panzerkreuzer Kaskowiski in der Nacht zuvor in den Hafen von Auckland eingedrungen sei und ein britisches Schiff gekapert habe. Dabei seien militärische Vorräte erobert worden, Truppen gelandet, Gold erbeutet und mehrere Einwohner, darunter der Bürgermeister, als Geisel genommen worden. Das Schiff mit dem an cask of whisky (Whiskyfass) angelehnten Namen habe ein Dutzend 30-Pfünder und ein tödliches „Wassergas“ an Bord gehabt, das auf große Entfernung angewendet werden könne. Der Herausgeber der Zeitung, David Luckie, spielte in seiner Falschinformation mit den Ängsten der Bevölkerung, um den Vertrieb seines Blattes zu fördern.
Einen weiteren Schub erhielten die Befürchtungen durch die Konflikte zwischen England und Russland in Afghanistan.
Die zu diesem Zeitpunkt errichteten Befestigungsanlagen schützen besonders Auckland, Dunedin, Lyttelton, Port Chalmers und Wellington.
Ähnliche Befürchtungen gab es im April 1885 im ebenfalls dem Empire angehörigen Australien, was dort zur Stationierung des frühen Turmschiffs Cerberus führte.